# Nancy van de Ven
Nancy van de Ven   (Vlissingen, 13 de novembre de 1997) és una pilot professional de motocròs neerlandesa que va guanyar el campionat del món de motocròs femení (WMX) del 2022 amb Yamaha. A banda, els anys 2017 i 2019 va guanyar la categoria femenina del Motocròs de les Nacions Europees (WMXoEN), fent equip amb Nicky van Wordrageren i amb Line Dam respectivament.
Van de Ven va començar a competir en motocròs el 2007, a 10 anys. El 2011 va guanyar el Campionat dels Països Baixos de 85cc de la federació amateur neerlandesa (MON). Ha participat al WMX des de fa anys: les temporades del 2013 i 2014 hi va quedar cinquena, el 2015 tercera i el 2016 segona. El 2017 va perdre el títol al darrer Gran Premi de la temporada i finalment va acabar quarta al campionat. Del 2018 al 2021 en va ser subcampiona quatre vegades seguides. Finalment, el 2022 en va guanyar el seu primer títol.
El gener del 2023, la KNMV (federació de motociclisme neerlandesa) li va concedir la Copa Hans de Beaufort com a reconeixement al seu títol mundial del 2022.

## Palmarès
A 20 de setembre de 2023

### Títols per any
| Any  | Equip  | Campionat                        | Classe |
| ---- | ------ | -------------------------------- | ------ |
| 2011 | ?      | Campionat MON                    | 85cc   |
|      |        |                                  |        |
| 2017 | Yamaha | Motocròs de les Nacions Europees | WMXoEN |
|      |        |                                  |        |
| 2019 | Yamaha | Motocròs de les Nacions Europees | WMXoEN |
|      |        |                                  |        |
| 2020 | Yamaha | Campionat dels Països Baixos     | Dones  |
|      |        |                                  |        |
| 2022 | Yamaha | WMX                              | -      |

### Resum
- 1 Campionat del Món de motocròs femení (WMX)
- 2 victòries al Motocròs de les Nacions Europees en categoria femenina (WMXoEN)
- 1 Campionat dels Països Baixos de motocròs femení
- 1 Campionat dels Països Baixos MON de motocròs 85cc

### Resultats al mundial de motocròs femení
Font:
| Any  | Motocicleta | Posició |
| ---- | ----------- | ------- |
| 2013 | KTM         | 5a      |
| 2014 | Yamaha      | 5a      |
| 2015 | Yamaha      | 3a      |
| 2016 | Yamaha      | 2a      |
| 2017 | Yamaha      | 4a      |
| 2018 | Yamaha      | 2a      |
| 2019 | Yamaha      | 2a      |
| 2020 | Yamaha      | 2a      |
| 2021 | Yamaha      | 2a      |
| 2022 | Yamaha      | 1a      |
| 2023 | Yamaha      | 15a     |